# Siennica Poduchowna
Siennica Poduchowna – dawniej wieś w Polsce, obecnie w granicach  Siennicy w województwie mazowieckim, w powiecie mińskim, w gminie Siennica. Obecnie to wschodnia część Siennicy.
W latach 1867–1954 w gminie Siennica w powiecie (nowo)mińskim. 20 października 1933 w woj. warszawskim utworzono gromadę Siennica Poduchowna granicach gminy Siennica, składającą się ze wsi Siennica Poduchowna, kolonii Rzemieślniki, kolonii Kępki, kolonii Piotrkówka i kolonii Siennica-Kajtkówka.
Podczas II wojny światowej w Generalnym Gubernatorstwie, w dystrykcie warszawskim. W 1943 gromada Siennica Poduchowna liczyła 98 mieszkańców.
W związku z reorganizacją administracji wiejskiej jesienią 1954, Siennica Poduchowna weszła w skład nowej gromady Siennica.